# 池上紗織
池上 紗織（いけがみ さおり、1981年 - ）は、日本の料理研究家。一般社団法人「日本ソイフードマイスター協会」代表理事。セント・フォース所属。

## 経歴・人物
慶應義塾幼稚舎、慶應義塾中等部、慶應義塾女子高等学校を経て 、慶應義塾大学文学部哲学科倫理学専攻を卒業後、食品メーカーに就職し食品開発などに携わる。
2009年、実姉の池上真麻（当時は「青木真麻」名でセント・フォース本体所属タレント・アナウンサー）とともに起業し、「サロンドール」を立ち上げる。「サロンドール」では、食品メーカーの経験を生かした、大豆を応用した食品の研究・料理メニュー開発を中心に、自らの家庭教師の経験を生かした学習塾「麻布クラブ」の運営にも携わっている。また真麻共々、セント・フォースのスポーツ・文化人セクションである「セント・フォースZONE」の所属タレントとしても活動している。また、既婚者の兄もいる。
趣味はヴァイオリン、料理、スポーツ観戦。